# Jean Verdure
 (octobre 2020).
Si vous disposez d'ouvrages ou d'articles de référence ou si vous connaissez des sites web de qualité traitant du thème abordé ici, merci de compléter l'article en donnant les références utiles à sa vérifiabilité et en les liant à la section « Notes et références ».
Pour les articles homonymes, voir Verdure.
Jean Verdure, né le 6 avril 1924 à Mont-Saint-Aignan et mort le 21 février 2011 à Bédarieux, est un écrivain français.

## Biographie
Dès l’adolescence, Jean Verdure s’exerce à l’écriture en vers comme les chansonniers qu’il écoute à la radio. Mais la chanson l’attire vraiment quand elle sort de l’ordinaire versifié. Ainsi Charles Trenet devient l’un de ses maîtres. Les poètes symbolistes, et surtout Stéphane Mallarmé lu par hasard dans une anthologie, décident de sa vocation. Beaucoup d’autres dans sa jeunesse l’ont influencé ou marqué : Charles Baudelaire, Jules Laforgue, Saint-John Perse ou encore Paul Éluard et les surréalistes.
Après un apprentissage, il entre à la SNCF comme tuyauteur, employé de bureau puis agent de maîtrise aux ateliers de Sotteville-lès-Rouen. Durant son activité professionnelle de cheminot, il choisit principalement de consacrer son temps libre et ses loisirs à la littérature et au théâtre.
En 1944, il se marie. La famille réside alors à Saint-Étienne-du-Rouvray dans la banlieue de Rouen jusqu’à son départ en retraite en 1979. Dans les années 1960, il est élu conseiller municipal de Saint-Étienne-du-Rouvray où il a vécu depuis son enfance. Ses activités littéraires et sa participation comme acteur et animateur du théâtre à Rouen et en Seine-Maritime le désignent aux fonctions de maire-adjoint chargé des affaires culturelles, qu’il exerce durant trois mandats. La création d’un festival annuel où seraient programmées la plupart des disciplines artistiques lui est confiée.
Avec l’aide du peintre Gérard Gosselin et d’amateurs d’art, le premier festival culturel de Saint-Étienne-du-Rouvray est lancé en mai 1963. Dix-sept autres auront lieu par la suite au cours desquels le public stéphanais pourra découvrir les œuvres d'artistes contemporains, parmi lesquels Picasso ou Giacometti, voir représenter Molière, Marivaux, William Shakespeare, Seán O'Casey, Feydeau ou Georg Büchner, assister aux tours de chant d'auteurs et d'interprètes de la chanson comme Léo Ferré, Barbara, Serge Reggiani, Félix Leclerc ou Claude Nougaro, applaudir Raymond Devos, le mime Marceau, Rufus et de nombreux ballets et orchestres. Ce festival sera l'une des plus grandes expériences de sa vie.
Entre-temps, il écrit des vers, des paroles destinées à être chantés. Le compositeur Max Pinchard fait d’un de ses poèmes une cantate qu’une chorale rend publique et enregistre. Des chansons naissent d’autres textes sur des musiques et par les voix de Michèle Garance, de Djalma, de Daniel Debilliers, de Michel Bézu. Son ouvrage Eaux est adapté et joué au théâtre de la Madeleine de Troyes par les Colporteurs de la Forêt d’Orient en 2008, dans une mise en scène de Philippe Cuisinier. Il continue à publier des ouvrages de poésie : Je dis une fleur, Sur le Souffle.
Depuis 1980, Jean Verdure habite avec son épouse dans un mas sur le causse de Bédarieux dans le département de l’Hérault. Élu au conseil municipal de cette ville proche de Béziers, il devient l’adjoint au maire, à qui l’on confie les affaires culturelles. Poésie au Cœur d’Orb, une plaquette éditée chaque année, annoncera ou rendra compte des Journées de poésie de Bédarieux, qu'il est chargé d’organiser avec l’aide de l’office municipal d’action culturelle et du centre national des lettres ; elles ont lieu de 1987 à 1995. Saint-John Perse, Blaise Cendrars, Pierre Reverdy, Arthur Rimbaud et Aragon y seront célébrés. De nombreux poètes « d’aujourd’hui » participeront à ces Journées : Eugène Guillevic, Georges-Emmanuel Clancier, Lionel Ray, Pierre Torreilles, Jean-Max Tixier, Bernard Noël, Salah Stétié, Jacques Roubaud, Jean Lescure, etc. Il organise et assure aussi à Bédarieux avec d’autres artistes et animateurs des manifestations publiques (causeries, hommages, lectures, célébrations, etc.) à propos de Victor Hugo, Mallarmé, Picasso, Gérard Philipe entre autres. Il continue à écrire, à éditer ou à lire en public des ouvrages de poésie. D’autres saluts, hommages, lectures, etc., furent organisées ou assurés par lui.
Il est inhumé au cimetière de Bédarieux.

### Distinction
- Décembre 2001 :  Chevalier de l'ordre des Arts et des Lettres

## Œuvre
- 1957 : Tu es beaucoup, Éditions AEC. Paris — prix de l’Association des écrivains cheminots
- 1958 : Jusqu'à vivre, Éditions Maugard. Rouen. Illustration de Bernard Bouffard
- 1960 : Parler, Éditions Maugard. Rouen. Illustrations de Gérard Gosselin
- 1963 : Mode mineur, Éditions Buquet. Soteville-lès- Rouen. Illustrations de Gérard Gosselin
- 1963 : Romance, Éditions Fernandez. Rouen. Illustrations et maquette de Pierre Garcette, Gérard Gosselin, Bernard Bouffard et Amaury Dubos
- 1973 : Étude, Éditions P.J. Oswald. Paris
- 1974 : Les Serrures, Éditions Art et Poésie. Paris — prix des poètes de Normandie
- 1976 : Eaux, Groupe Voix Éditeur. Marseille
- 1978 : Première personne, Éditions Le Temps Parallèle. Eygalières
- 1980 : Je dis une fleur, Éditions Le Temps Parallèle. Eygalières — prix Eléonore Daubree de la Société des gens de lettres
- 1988 : Sur le souffle, Cercle Noir Éditeur. Bédarieux. Illustrations de Claude-Henri Bartoli. Avant-propos de Jean Rousselot de l’Académie Mallarmé — prix Paul-Verlaine 1989 de l’Académie française
- 1992 : Si je marche, Éditions Europe/Poésie. Paris. Illustrations d’André Saliot — prix Louis Montalte de la Société des gens de lettres
- 1997 : Je demande à voir, Éditions Domens. Pézenas. Illustrations de Claude-Henri Bartoli. Préface de Moreau du Mans
- 1999 : Par bonheur, Éditions Domens. Pézenas. Illustrations de Marie-Christine Brambilla
- 2003 : Poèmes (de 1957 à 1999) tomes I et II. (Hors commerce). Photo couverture Dominique Cordier
- 2007 : Sept chants pour nous redire, Arcana. Éditions nomades. Montpellier. Illustrations Claude-Henri Bartoli